# Lagenokarpus
Lagenokarpus (lat. Lagenocarpus), rod od trideset vrsta trajnica iz porodice šiljovki raširenih po Srednjoj i Južnoj Americi i Antilima. 
Jedna vrsta unutar roda na popisu je osjetljivih, to je Lagenocarpus compactus iz sjeveroistočnog Brazila

## Vrste
1. Lagenocarpus adamantinus Nees
2. Lagenocarpus alboniger (A.St.-Hil.) C.B.Clarke
3. Lagenocarpus amazonicus (C.B.Clarke) H.Pfeiff.
4. Lagenocarpus bracteosus C.B.Clarke
5. Lagenocarpus celiae T.Koyama & Maguire
6. Lagenocarpus clarkei H.Pfeiff.
7. Lagenocarpus comatus (Boeckeler) H.Pfeiff.
8. Lagenocarpus compactus D.A.Simpson
9. Lagenocarpus cubensis Kük.
10. Lagenocarpus distichophyllus (Boeckeler) H.Pfeiff.
11. Lagenocarpus eriopodus T.Koyama & Maguire
12. Lagenocarpus glomerulatus Gilly
13. Lagenocarpus griseus (Boeckeler) H.Pfeiff.
14. Lagenocarpus guianensis Nees
15. Lagenocarpus humilis (Nees) Kuntze
16. Lagenocarpus junciformis (Kunth) Kuntze
17. Lagenocarpus lanatus (T.Koyama & Maguire) T.Koyama
18. Lagenocarpus minarum (Nees) Kuntze
19. Lagenocarpus parvulus (C.B.Clarke) H.Pfeiff.
20. Lagenocarpus pendulus T.Koyama
21. Lagenocarpus polyphyllus (Nees) Kuntze
22. Lagenocarpus rigidus (Kunth) Nees
23. Lagenocarpus sabanensis Gilly
24. Lagenocarpus sericeus H.Pfeiff.
25. Lagenocarpus stellatus (Boeckeler) Kuntze
26. Lagenocarpus subaphyllus T.Koyama
27. Lagenocarpus triqueter (Boeckeler) Kuntze
28. Lagenocarpus velutinus Nees
29. Lagenocarpus venezuelensis Davidse
30. Lagenocarpus verticillatus (Spreng.) T.Koyama & Maguire